# Acyphas chionitis
Acyphas chionitis är en fjärilsart som beskrevs av Turner 1902. Acyphas chionitis ingår i släktet Acyphas och familjen tofsspinnare. Inga underarter finns listade i Catalogue of Life.